# Чарльз Фредерік Ворт
Чарльз Фредерік Ворт (англ. Charles Frederick Worth; 1825—1895) — французький модельєр англійського походження, засновник дому моди House of Worth, один з перших представників високої моди, якого часто називають «батьком от котюр».

## Біографія
Ворт народився в 1825 році в Боурні в Лінкольнширі (Англія). Пропрацювавши в декількох магазинах тканин у Лондоні, у 1846 році він переїхав до Парижа. Там він працював у торговців тканинами Гажелена й Опігеза. Під час роботи в їхньому магазині він одружився з однією з моделей фірми, Марі Верне. Марі приміряла шалі та капелюшки для потенційних клієнтів. Ворт створив кілька простих суконь для дружини, про які почали питати клієнти. Саме для неї Ворт cтворив кілька суконь, які привернули увагу клієнток.
Завдяки експерементальним підходам у дизайні, він став молодшим партнером у фірмі, Ворт запропонував зайнятися пошиттям одягу, проте пропозиція була відхилена, через потенційні ризики. У 1858 році Ворт познайомився із заможним шведом, Отто Бобергом, який був готовий профінансувати підприємство. Разом вони відкрили швейну майстерню Ворта та Боберга. Незабаром Ворт потрапив під патронаж французької імператриці Євгенії, після чого у нього стали одягатися дами напівсвіту Кетрін Волтерс і Кора Перл, австрійська принцеса Пауліна фон Меттерніх, коханка імператора Вірджинія Ольдоіні, актриса Сара Бернар і співачка Неллі Мельба. Багато хто з його клієнтів приїжджв до Парижа з інших країн, у тому числі з США. Серед іноземних клієнтів — заможні представниці американської буржуазії , які спеціально приїжджали до Парижа для замовлення одягу в салоні Ворта.  
Під час Франко-прусської війни майстерня тимчасово закрилася, але в 1871 році Ворт відновив діяльність під назвою House of Worth — вже без Боберга. До справи поступово долучилися його сини: Гастон Ворт (майбутній співзасновник Chambre Syndicale de la Haute Couture — професійної асоціації, яка донині регламентує правила високої моди у Франції.) і Жан-Філіп Ворт. Вони продовжили справу батька після його смерті у 1895 році. 

## Стиль та підходи
Чарльз Фредерік Ворт був прихильником елегантного силуету, підкреслював лінії тіла, прагнув гармонії між розкішшю й стриманістю. Він активно експерементував із формами — від пишних кринолінів до конструкцій турнюрами, і нерідко надихався історичними епохами бароко, рококо, епохою Людовіка XVI.
Його клієнти не лише замовляли одяг, а й купували символ статусу. Сукні ворта носили на балах при дворі, державних церимоніях і театральних премʼєрах. Особливо він шанував роль жінки як «носійки»моди — для нього вона була водночас  і музою, і публікою, і політичною фігурою.
Значна частина роботи Ворта була пов'язана з перевизначенням жіночої модної форми, що включало позбавлення від зайвих рюшів і воланів і використання дорогих тканин для створення простих форм. Він вважається першим дизайнером, який почав ставити мітки на створюваному їм одягу,  що дало початок сучасному розумінню бренду у моді. Замість того, щоб дозволити клієнту диктувати дизайн, як було прийнято раніше, він чотири рази на рік показував модельні сукні на показах мод. Його замовники обирали модель, яка після цього шилася у вибраних тканинах і з урахуванням їх фігури. І що цікаво,  Ворт відмовлявся шити для жінок, якщо вважав, що їм не личитиме його модель, що підкреслює його авторитет як митця. Це стало прообразом сучасної системи прет-а-порте й от кутюр.

## Міжнародний вплив
Діяльність Ворта мала міжнародний вплив. Його модний дім став справжнім культурним символом Франції,  приваблюючи заможних клієнтів з усієї Європи та США. Одяг від Ворта вважався ознакою високого соціального статусу. Його клієнтками ставали як аристократки, так і представниці буржуазії, які через моду прагнули легітимізувати свій новий суспільний статус. Жінки найбільш впливових можновладців купували роботи модельєра. Ворт створив прецедент для того, щоб представники нової буржуазії могли використовувати моду як спосіб входження до вищого суспільства. Одяг перестав бути знаком народження — і став символом досягнення.

## Значення
Новаторство Ворта створило основу, за якою дизайнер став лідером модного дискурсу, а не підлеглим побажанням клієнтів. Його бізнес-модель, організація праці, маркетинг і бренд-стратегія лягли в основу сучасної модної індустрії.
Його підхід до виробництва включав:
- розробку дизайну;
- демонстрацію моделей;
- індивідуальні примірки;
- високі стандарти пошиття;
- масштабовану систему з можливістю адаптації крою.

Таким чином, Ворт створив модель організації модної індустрії, яка залишається актуальною й досі.

## Діана де Марлі «Worth: The Father of Haute Couture»
Салон House of Worth залишався впливовим до середини XX століття. Постать Ворта детально досліджувала історикиня моди Діана де Марлі, зокрема у книзі Worth: The Father of Haute Couture (1980). Авторка докладно описала внесок Чарльза Ворта у формування основи того, що сьогодні сприймається як висока мода. Він не лише створював розкішні сукні для аристократії, але й запровадив перший будинок моди, як бізнес модель. Саме це стало революційним впровадженням Чарльза Ворта. Окрім того, що він став першим знаним кравцем чоловічої статі при дворі, Чарльз Ворт змінив місце кравця у суспільстві. До нього зверталися не із конкретним запитом, а за його баченням. Ідея демонстрації одягу на живих манекенах, створення сезонних колекцій і персональний підхід до клієнтів стали моделлю для всіх майбутніх будинків моди, що і досі залишається актуальним. Його будинок моди став першим у світі місцем, де виробництво одягу мало чітко організовану систему. Від розробки дизайну до примірок і фінального пошиву. Ворт запровадив стандарти крою, які можна було використовувати для різних клієнтів з мінімальними змінами, що дозволило пришвидшити виробництво та підвищити ефективність. Він також започаткував практику етикетування одягу власним іменем. Так народилося поняття «бренду» у моді. Сьогодні Багато його суконь зберігаються в метрополітен-музеї (The Met), V&A Museum та інших колекціях.

## Галерея

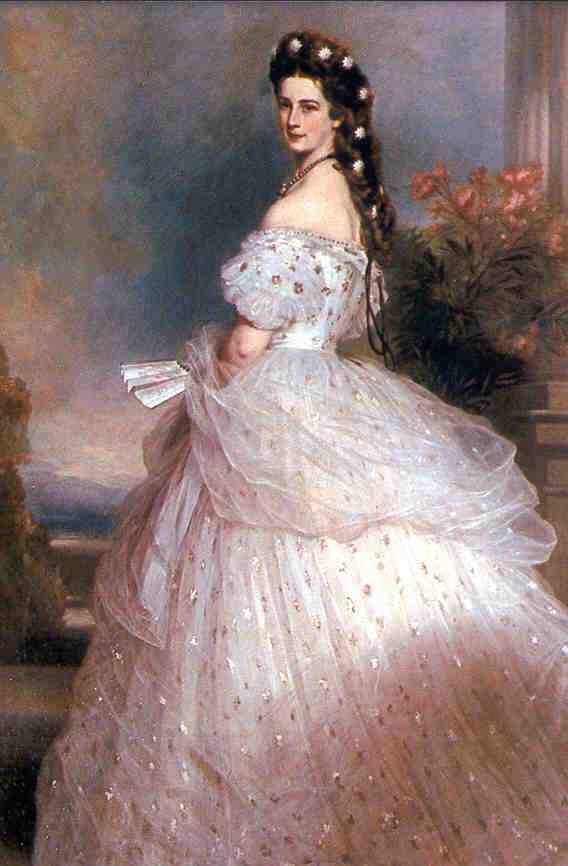
Сукня від Ворта для австрійської імператриці Єлизавети Баварської
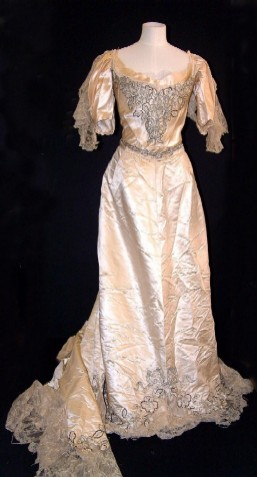
Сукня від Ворта
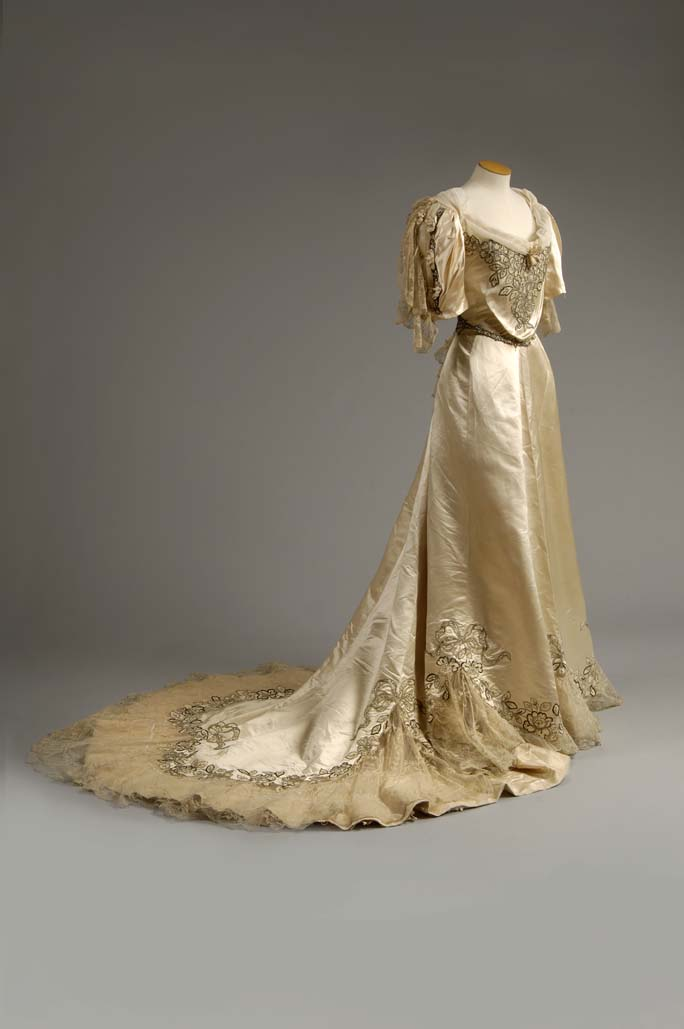
Сукня від Ворта